# 英厄·海伦妮·尼布罗滕
英厄·海伦妮·尼布罗滕（挪威語：Inger Helene Nybråten，1960年12月8日—），是一名挪威前越野滑雪运动员，曾在80年代和90年代参加比赛。
她在冬季奥运会上获得了三枚接力奖牌，其中包括一枚金牌（1984 年）和两枚银牌（1992 年、1994 年）。  她最大的成功是在FIS北欧世界滑雪锦标赛上，她获得了一枚金牌（4 × 5 公里接力：1982）、一枚银牌（4 × 5 公里接力：1995）和四枚铜牌（15 公里：1995、4 ×  5 公里接力：1989 年、1991 年和 1993 年）。 从 1984 年到 1995 年，她还赢得了六项世界杯赛事。